# Cervera de la Cañada
Cervera de la Cañada – gmina w Hiszpanii, w prowincji Saragossa, w Aragonii, o powierzchni 29,22 km². W 2011 roku gmina liczyła 318 mieszkańców.